# Janet Jackson (album)
Albums de Janet Jackson
Dream Street
(1984)
Singles
1. Young Love
Sortie : 7 juillet 1982
2. Come Give Your Love to Me
Sortie : 10 janvier 1983
3. Say You Do
Sortie : 29 avril 1983
4. Love and My Best Friend
Sortie : 16 mai 1983
5. Don't Mess Up This Good Thing
Sortie : 18 juillet 1983

Janet Jackson est le 1er album de l'artiste Janet Jackson sorti le 21 septembre 1982.
Il a été enregistré en 1982 par la boite de production A&M Records, contacté par son père. On note la forte participation d'Angela Winbush et René Moore à l'écriture des paroles. Mélange de pop et de funk, l'album fut classé sixième au Billboard R & B Top / Hip-Hop.
L'album s'est initialement vendu à plus de 300 000 exemplaires, un échec relatif pour les critères de l'époque.

## Contexte
À cette époque, Janet Jackson était surtout connue comme actrice de télévision, mais son père lui a fortement conseillé — voire forcé — de s'orienter dans la musique. Janet se lança donc dans son premier album, mais ne voulut aucun membre de sa famille dans la production de cet album. Elle voulait être reconnue pour elle-même, avoir son propre projet.
La photographie de couverture fut prise par Harry Langdon dans une piscine des Jacksons à Encino, et inspirée d'un portrait d'Elizabeth Taylor au début de sa carrière.

## Liste des titres
| No | Titre                                | Auteur                                      | Durée |
| -- | ------------------------------------ | ------------------------------------------- | ----- |
| 1. | Say You Do                           | René Moore, Angela Winbush                  | 6:48  |
| 2. | You'll Never Find (A Love Like Mine) | Moore, Winbush                              | 4:09  |
| 3. | Young Love                           | Moore, Winbush                              | 4:56  |
| 4. | Love and My Best Friend              | Moore, Winbush                              | 4:47  |
| 5. | Don't Mess Up This Good Thing        | Dana Meyers, Wardell Potts Jr., Barry Sarna | 3:53  |
| 6. | Forever Yours                        | Phillip Ingram, Attala Zane Giles           | 4:57  |
| 7. | The Magic Is Working                 | Gene Dozier, Dorie Pride                    | 4:09  |
| 8. | Come Give Your Love to Me            | Glen Barbee, Charmaine Sylvers              | 5:03  |